# RS-28 Sarmat
De RS-28 Sarmat (Russisch: РС-28 Сармат, met NAVO-codenaam Satan 2 is een Russische intercontinentale kernraket met vloeibarebrandstofmotor met 18.000 km reikwijdte. 
De Russische president Vladimir Poetin noemde het wapen op 1 maart 2018 voor de Federatieve Vergadering van Rusland als een van de zes wapens in antwoord op de terugtrekking in 2002 van de Verenigde Staten uit het ABM-verdrag.
Het raketontwerpbureau Makejev ontwikkelde de raket en in 2022 werd ze als test gelanceerd vanuit een raketsilo in Kosmodroom Plesetsk. De raket heeft doelen geraakt in testgebied Koera in Kraj Kamtsjatka.
De raket heeft 100 ton massa en kan als MIRV tien tot zestien kernkoppen met een totale massa van 10 ton vervoeren. De raket kan 40 megaton TNT-equivalent vervoeren, tweeduizendmaal krachtiger dan de atoombommen op Hiroshima en Nagasaki.
Naast kernkoppen kan een ICBM ook uitgerust worden met conventionele, biologische en chemische koppen.
Tijdens de Russische invasie van Oekraïne in 2022 deelde de Russische televisie mee dat de RS-28 Sarmat vanuit de Oblast Kaliningrad in 202 seconden Berlijn, London en Parijs kan verwoesten.
Rusland plande in 2022 om te Krasnojarsk vijftig Sarmat-raketten in dienst te nemen.
Op 20 februari 2023 mislukte een testlancering. Op 11 april vond een succesvolle lancering plaats.
Op 1 september 2023 werd de raket in dienst genomen.
Op 21 september 2024 ontplofte een RS-28 Sarmat in haar raketsilo te Plesetsk.